# Milan Čop
Milan Čop (* 5. Oktober 1938 in Slavonski Brod) ist ein ehemaliger kroatisch-jugoslawischer Fußballspieler. Der Defensivspieler stand in den 1960er Jahren einige Jahre bei Roter Stern Belgrad unter Vertrag, bevor er später für zwei US-Profiteams und den AS Nancy spielte. 1963/64 kam er zudem zu sechs Einsätzen für die jugoslawische A-Nationalmannschaft, sowie vier Einsätzen beim olympischen Fußballturnier 1964.
Čop begann seine Laufbahn beim BSK Slavonski Brod, bevor er 1962 zum jugoslawischen Spitzenclub Roter Stern wechselte, wo er schnell zum Stamm- und Nationalspieler reifte und 1964 sowohl Pokalsieger als auch Meister wurde; insgesamt erzielte er in 92 Ligaspielen für Roter Stern zwei Tore. 1967 wurde er von den Oakland Clippers der neugegründeten National Professional Soccer League (NPSL) angeworben, mit denen er auf Anhieb US-Meister wurde. Im zweiten Jahr bei den Clippers, nun in der North American Soccer League (NASL) konnte sie Meisterschaft nicht verteidigt werden, jedoch wurde Čop in 2. All-Star-Team der Liga gewählt; als die Clippers sich nach der Saison von Ligabetrieb zurückzogen, hätte er in 42 Spielen sieben Treffer erzielt und wechselte er für zwei Jahre in die Ligue 1 nach Nancy. 1974 kehrte er für ein weiteres Jahr in die NASL zurück, wo er für die San José Earthquakes jedoch nur viermal zum Einsatz kam.